# Ammoniumoxalat
Ammoniumoxalat, Formel (NH4)2C2O4, ist eine kristalline chemische Verbindung aus der Gruppe der Oxalate, also der Salze der Oxalsäure.

## Gewinnung und Darstellung
Ammoniumoxalat kann durch Neutralisation von Oxalsäure mit Ammoniaklösung hergestellt werden.
{\displaystyle \mathrm {(COOH)_{2}+2\ NH_{3}\longrightarrow (NH_{4})_{2}C_{2}O_{4}} }

## Eigenschaften
Ammoniumoxalat bildet rhombische Kristalle, ist farblos und in Wasser löslich. Beim Erhitzen zersetzt sich die Verbindung zu Ammoniak, Wasser, Kohlendioxid und Kohlenmonoxid.
{\displaystyle \mathrm {(COONH_{4})_{2}\rightarrow 2\,NH_{3}+H_{2}O+CO+CO_{2}} }

## Verwendung
Ammoniumoxalat wird als Nachweismittel für Calcium-Ionen verwendet, wobei schwer lösliches Calciumoxalat entsteht, das als weißer Niederschlag ausfällt. Durch Reaktion mit Bariumchlorid kann Bariumoxalat gewonnen werden.
{\displaystyle \mathrm {BaCl_{2}+(NH_{4})_{2}C_{2}O_{4}\longrightarrow BaC_{2}O_{4}\downarrow +\ 2\ NH_{4}Cl} }

## Vorkommen
Ammoniumoxalat kommt in der Natur als das sehr seltene Mineral Oxammit vor. Es bildet sich in Guanolagerstätten als Produkt der Ausscheidungen von Seevögeln oder Fledermäusen.